# 稲荷町 (名古屋市)
稲荷町（いなりちょう）は、愛知県名古屋市港区の地名。

## 歴史

### 沿革
- 1925年（大正14年）4月1日 - 南区築地の一部により、同区稲荷町が成立[3]。
- 1937年（昭和12年）10月1日 - 港区編入により、同区稲荷町となる[3]。
- 1939年（昭和14年） - 港消防署設置[2]。
- 1973年（昭和48年）10月20日 - 港区千鳥一丁目・千鳥二丁目・名港一丁目・名港二丁目・入船一丁目にそれぞれ編入され消滅[3]。